# Isola San José
L'isola di San José è un'isola del Messico localizzata nel golfo di California di fronte alle coste dello stato federale della Bassa California del sud.

## Geografia
L'isola è situata nella parte meridionale del golfo di California di fronte alla baia di San Evaristo e al nord della baia di La Paz a circa 70 km a nord dalla capitale La Paz dello Stato federale e del cui territorio comunale ne è parte. È separata dalla penisola della Bassa California da un canale che varia da 6 a 10 km di larghezza e possiede una superficie totale di 182,96 km² con il punto più elevato a 633 m.s.l.m.
Non vi sono abitanti e il territorio è desertico, l'unico intervento antropico è legato ad una salina su una parte occidentale dell'isola.